# ジャック・ドーシー
ジャック・ドーシー（Jack Patrick Dorsey、1976年11月19日 - ）は、アメリカ合衆国の起業家、実業家、ソフトウェア・デザイナー。Twitterの共同創業者、同社の元最高経営責任者。

## キャリア

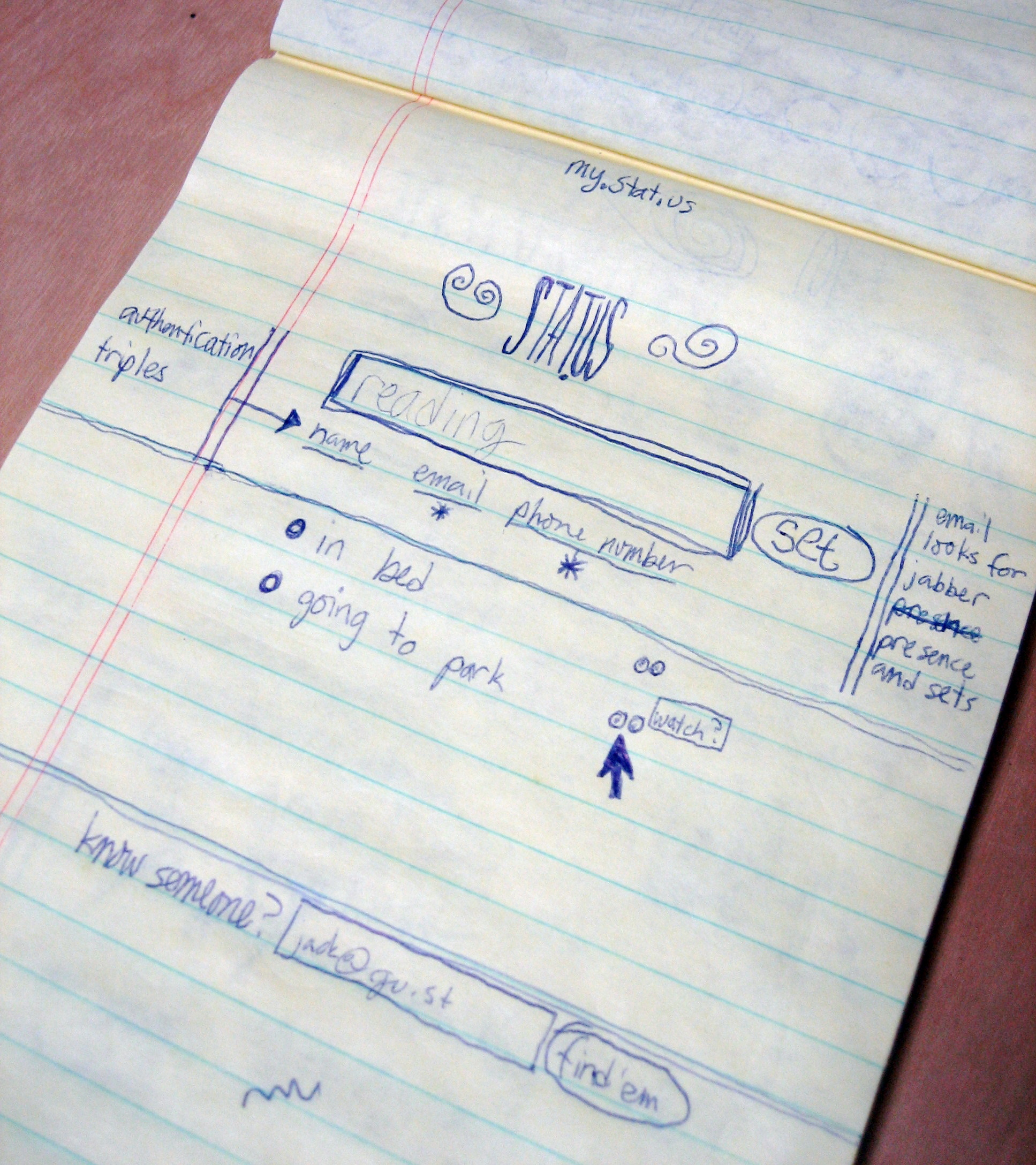
ドーシーが書いたTwitterのアイディアになるメモ

幼年期をミズーリ州セントルイスで育つ。8歳でMacintoshに触れ、10歳で、IBMパソコンに精通し、14歳のとき、自動車の交通システムについて興味を持ち、今なお使われているタクシー会社のソフトウェアをオープンソースで書いた。ミズーリ工科大学からニューヨーク大学に進み、そこでTwitterのアイディアを最初に思い付いたが、大学は中退した。
2000年、オークランドでウェブからタクシーや救急サービスを派遣するサービスの会社を始めた。2000年7月、LiveJournalよりもリアルタイム性が高く、どこにいても自分の状況を知人に知らせたり、逆に知人の状況を把握できたりするサービスの可能性に気付いたという。
初めてインスタントメッセンジャーを目にした時、ソフトウェアのユーザーステータスのアウトプットを、同時に多人数と簡単に共有できないものかと考えた。そこでテキストメッセージに関心があったOdeo社にコンタクトを取り、同社のビズ・ストーンとSMSテキストが適していると判断、Twitterのプロトタイプを2週間程で作り上げた。このTwitterのアイディアはOdeoのユーザーを魅了し、エヴァン・ウィリアムズからの投資を受けた。
2006年、エヴァン・ウィリアムズ、ビズらと共にObvious社（後のTwitter社）を設立した。一度退社した後に2015年から再度CEOを務めていた。
また、2009年2月にはiPhoneなどのスマートフォンをクレジットカード決済端末にするSquareを開始し、同社のCEOに就任した。
2013年12月、ウォルト・ディズニー・カンパニーの取締役に任命された。
2019年、Twitter社の分散型SNSプロジェクトとしてBlueskyを公表。2021年、Blueskyは公益法人として独立させた。その後はBlueskyの取締役に就任したが、2024年5月5日に退任したことを公表。
2021年11月29日、TwitterのCEOを辞任すると発表。後任は前CTOのパラグ・アグラワルが就任。
2022年12月16日、fiatjafによって提唱されたNostrプロトコルに14 BTCをサポートすると発表。

## 人物
2019年8月30日、自身のTwitterアカウントから下品な言葉や民族差別的なツイートが約15件送信された。Twitter社は、ハッキング被害によるものだと説明した。
2020年4月8日、新型コロナウイルス感染症への対応として自身の資産から10億ドル（約1100億円）を寄付することを発表した。
2020年10月、Twitter社は2020年アメリカ大統領選挙に出馬している民主党のジョー・バイデン候補の汚職疑惑を報じたニューヨーク・ポストの記事について、「安全でない可能性がある」と表示し、利用者がリンクをツイート不可とする措置を行った。これに対して、利用者の一部からソーシャルメディアは反保守的で偏向しているとの主張がなされた。ドーシーは、自社の対応を容認できないとし「自分たちのルールをこうして適用する際には、もっと分かりやすく説明するためさらに努力が必要だと承知している」と述べた。